# High Civilization
High Civilization é o décimo nono álbum de estúdio dos Bee Gees, lançado em 1991. É um álbum um pouco obscuro, e pouco comentado pela banda. Mais uma vez, um álbum arrasou na Europa e passou despercebido nos EUA.
Foi o fruto de um momento dos Bee Gees onde era feito de tudo nas músicas compostas para estendê-las a mais de 5 minutos. Como se pode ver, só "Secret Love" e "Party With no Name" têm menos de 5 minutos.

## Faixas
1. "High Civilization" (B. Gibb/R. Gibb/M. Gibb) - 5:31
2. "Secret Love" (B. Gibb/R. Gibb/M. Gibb) - 3:39
3. "When He's Gone" (B. Gibb/R. Gibb/M. Gibb) - 5:54
4. "Happy Ever After" (B. Gibb/R. Gibb/M. Gibb) - 6:15
5. "Party with No Name" (B. Gibb/R. Gibb/M. Gibb) - 4:53
6. "Ghost Train" (B. Gibb/R. Gibb/M. Gibb) - 6:05
7. "Dimensions" (B. Gibb/R. Gibb/M. Gibb) - 5:27
8. "The Only Love" (B. Gibb/R. Gibb/M. Gibb) - 5:34
9. "Human Sacrifice" (B. Gibb/R. Gibb/M. Gibb) - 5:40
10. "True Confessions" (B. Gibb/R. Gibb/M. Gibb) - 5:15
11. "Evolution" (B. Gibb/R. Gibb/M. Gibb) - 5:39

- Nas cópias em LP, True Confession não estava incluída.

## Posições nas Paradas
| País/Parada (1991)                 | Melhor posição |
| ---------------------------------- | -------------- |
| Áustria (Albums Chart)             | 4              |
| Países Baixos (Dutch Albums Chart) | 21             |
| Alemanha (Media Control Charts)    | 2              |
| Suécia (Swedish Albums Chart)      | 50             |
| Suíça (Swiss Albums Chart)         | 6              |
| Reino Unido (UK Albums Chart)      | 24             |

## Créditos
- Barry Gibb: Vocal, violão
- Robin Gibb: Vocal
- Maurice Gibb: Vocal, teclados, sintetizador, violão
- Tim Moore: teclados, sintetizador, programação
- Alan Kendall: Guitarra
- George Perry: Baixo
- Lenny Castro: Percussão
- Julia Waters: Vocal
- Maxine Waters: Vocal
- Engenheiro de áudio: Femi Jiya, John Merchant
- Produtor: Bee Gees